# Stary Dwór (powiat wołowski)
Stary Dwór (niem. Althof) – wieś w Polsce położona w województwie dolnośląskim, w powiecie wołowskim, w gminie Brzeg Dolny.
W latach 1975–1998 miejscowość należała administracyjnie do województwa wrocławskiego.

## Nazwa
9 grudnia 1947 ustalono urzędową polską nazwę miejscowości – Stary Dwór, określając drugi przypadek jako Starego Dworu, a przymiotnik – starodworski.

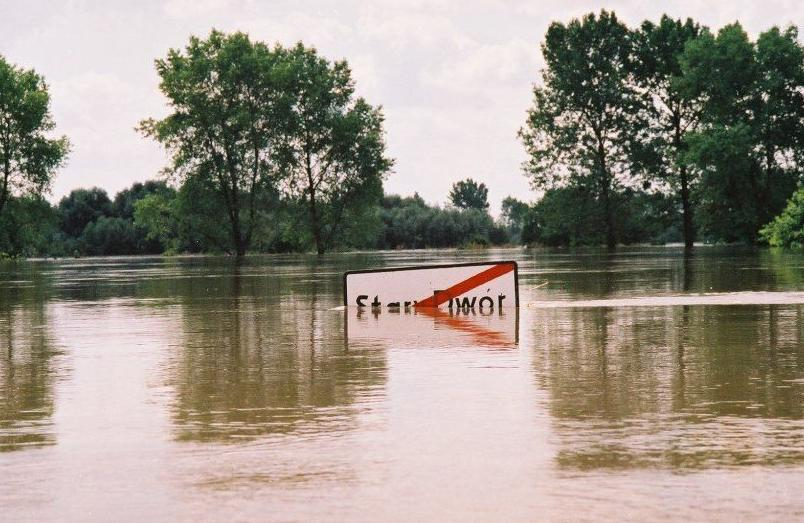
Powódź tysiąclecia – rok 1997

## Położenie
Wieś usytuowana jest w dolinie rzeki Odry, wzdłuż potoku Jodłowa Woda, zwanego Jodłówką, 5 km na wschód od Brzegu Dolnego i 30 km na północny zachód od Wrocławia, przy trasie nr 341, łączącej Pęgów z Lubiążem. Miejscowość jest typowym przykładem wsi dolnośląskich – stosunkowo gęsta zabudowa, wzdłuż jednej ulicy. We wsi znajduje się przydrożna kaplica z początków XX wieku, boisko piłkarskie lokalnej drużyny futbolowej (Odra Stary Dwór, która od sezonu 2014/2015 współzawodniczy w rozgrywkach A-klasy, grupa: Wrocław I) oraz sklep ogólnospożywczy.